# Neoeponides
Neoeponides es un género de foraminífero bentónico de la Familia Eponididae, de la superfamilia Discorboidea, del suborden Rotaliina y del orden Rotaliida. Su especie tipo es Rotalina schreibersii. Su rango cronoestratigráfico abarca desde el Mioceno hasta la Actualidad.

## Discusión
Clasificaciones previas incluían Neoeponides en la familia Discorbidae.

## Clasificación
Neoeponides incluye a las siguientes especies:
- Neoeponides antillarum
- Neoeponides auberii
- Neoeponides berthelotianus
- Neoeponides bradyi
- Neoeponides coryelli
- Neoeponides dejuanai
- Neoeponides duwi
- Neoeponides guajarensis
- Neoeponides hillebrandti
- Neoeponides karsteni
- Neoeponides landanensis
- Neoeponides margaritifera
- Neoeponides navarrettei
- Neoeponides procerus
- Neoeponides schreibersii
- Neoeponides simulata
- Neoeponides subornatus

Otras especies consideradas en Neoeponides son:
- Neoeponides auberii, aceptado como Rotorbis auberii
- Neoeponides bradyi, aceptado como Nuttallides bradyi
- Neoeponides diversa, de posición genérica incierta
- Neoeponides praecinctus, aceptado como Cibicides praecinctus
- Neoeponides berthelotianus, considerado sinónimo posterior de Eponides repandus